# 二の橋
二の橋（にのはし）は、北海道上川地方の上川郡下川町にある町字である。郵便番号は098-1332である。

## 地名の由来
当地の名寄川にかかる上流より2本目の橋「二の橋」に由来する。

## 地理
下川町の東部に位置する。地域は農地、山林として利用されている。東、南および北は一の橋、西は三の橋、渓和に接する。

### 河川
- 名寄川

## 歴史
公区（行政区）は、二の橋公区を含む。下川市街より興部までの仮定県道（現在の国道239号）の開削は1903年（明治36年）に行われ、下川町内で名寄川に3本の橋が架設された。上流より2本目の橋が「二の橋」である。概ね殖民区画の上名寄29線から36線にかけての地域で、1903年（明治36年）以降、自作農や伊文農場などの小作農場により開拓された。旧JR北海道名寄本線二ノ橋駅付近には木工場がある。農林地帯として発展している。

### 沿革
- 1924年（大正13年）1月1日 - 下川村分村に伴い、11字が設置される。
- 1984年（昭和59年）4月1日 - 従来の字を改正し、二の橋が設置される。

### 町名の変遷
| 実施後 | 実施年月日   | 実施前（字名）                                                         |
| ------ | ------------ | ---------------------------------------------------------------------- |
| 二の橋 | 1984年4月1日 | 二の橋原野の全部、下川原野、名寄原野、名寄、上名寄原野、上名寄の各一部 |

## 交通

### バス
- 名士バス 興部線

### 道路
- 国道239号 - 仮定県道

## 施設
- 二の橋会館
- 二の橋小学校（廃校）
  - 1908年（明治41年）4月1日 - 上名寄32線に三十二線特別教授場開設
  - 1911年（明治44年）4月1日 - 上名寄34線に移転、二の橋教育所に改称
  - 1917年（大正6年）4月 - 名寄町立二の橋尋常小学校に昇格
  - 1918年（大正7年）12月 - 鉄道敷設により移転（34線）
  - 1941年（昭和16年）4月 - 下川村立二の橋国民学校に改称
  - 1947年（昭和22年）4月 - 下川村立二の橋小学校に改称
  - 1949年（昭和24年）12月1日 - 下川町立二の橋小学校に改称
  - 1971年（昭和46年）4月1日 - 下川町立下川小学校二の橋分教室となる
  - 1972年（昭和47年）3月31日 - 分教室閉鎖